# Rolo compressor

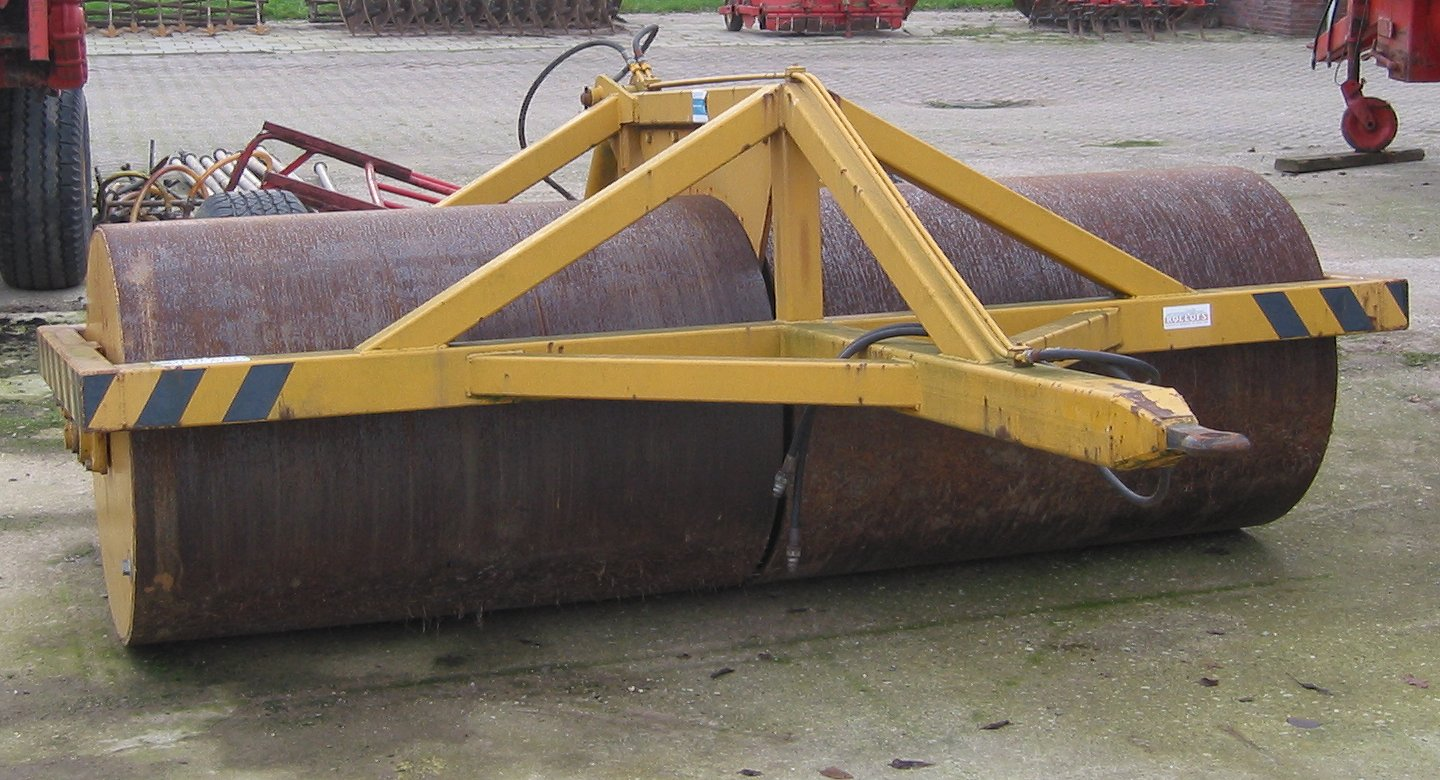
Rolo compressor.

O rolo compressor é uma ferramenta de uso agrário que serve principalmente para nivelar terrenos ou destruir matas que contaminem o solo, principalmente após a labranza. Geralmente os rolos compressores são puxadas por tratores. Antes da mecanização, eram puxados por animais.